# Mordella nana
Mordella nana es una especie de coleóptero de la familia Mordellidae.

## Distribución geográfica
Habita en Chillán (Chile).